# Vörös farkas
A vörös farkas vagy rőt farkas (Canis rufus) az emlősök (Mammalia) osztályának ragadozók (Carnivora) rendjébe, ezen belül a kutyafélék (Canidae) családjába tartozó faj.

## Előfordulása
Az Amerikai Egyesült Államok délkeleti területén honos.

## Alfajai
- floridai farkas (Canis rufus floridanus) (Goldman, 1944)[1][2] – kihalt; korábban a szürke farkas (Canis lupus) alfajának vélték Canis lupus floridanus Miller, 1912 név alatt
- Canis rufus gregoryi (Goldman, 1937) – korábban a szürke farkas alfajának vélték Canis lupus gregoryi Goldman, 1937 név alatt
- Canis rufus rufus (Audubon & Bachman, 1851)

## Megjelenése
Genetikai állományát tekintve közelebb áll a prérifarkashoz illetve a kihalt óriásfarkashoz, mint a szürke farkashoz. Méreteivel a farkas és a prérifarkas között helyezkedik el. Testhossza 1-1,3 méter, testsúlya 20-40 kilogramm közötti.

## Életmódja
Főleg kisebb rágcsálókkal táplálkozik.

## Veszélyeztetettsége
A vörös farkast vadászata miatt a vadonban kihaltnak nyilvánították. Azóta visszatelepítették a vadonba, viszont így is kihalóban van. Ezért az IUCN a súlyosan veszélyeztetett fajok közé sorolja.